# Tamberías
Tamberías est une ville et le chef-lieu du Département de Calingasta, dans la province de San Juan en Argentine. Elle est située sur le río de los Patos, cours supérieur du río San Juan.
La ville tient son nom d'une origine Huarpes, qui signifie, place des armes.